# 砂男 (小説)

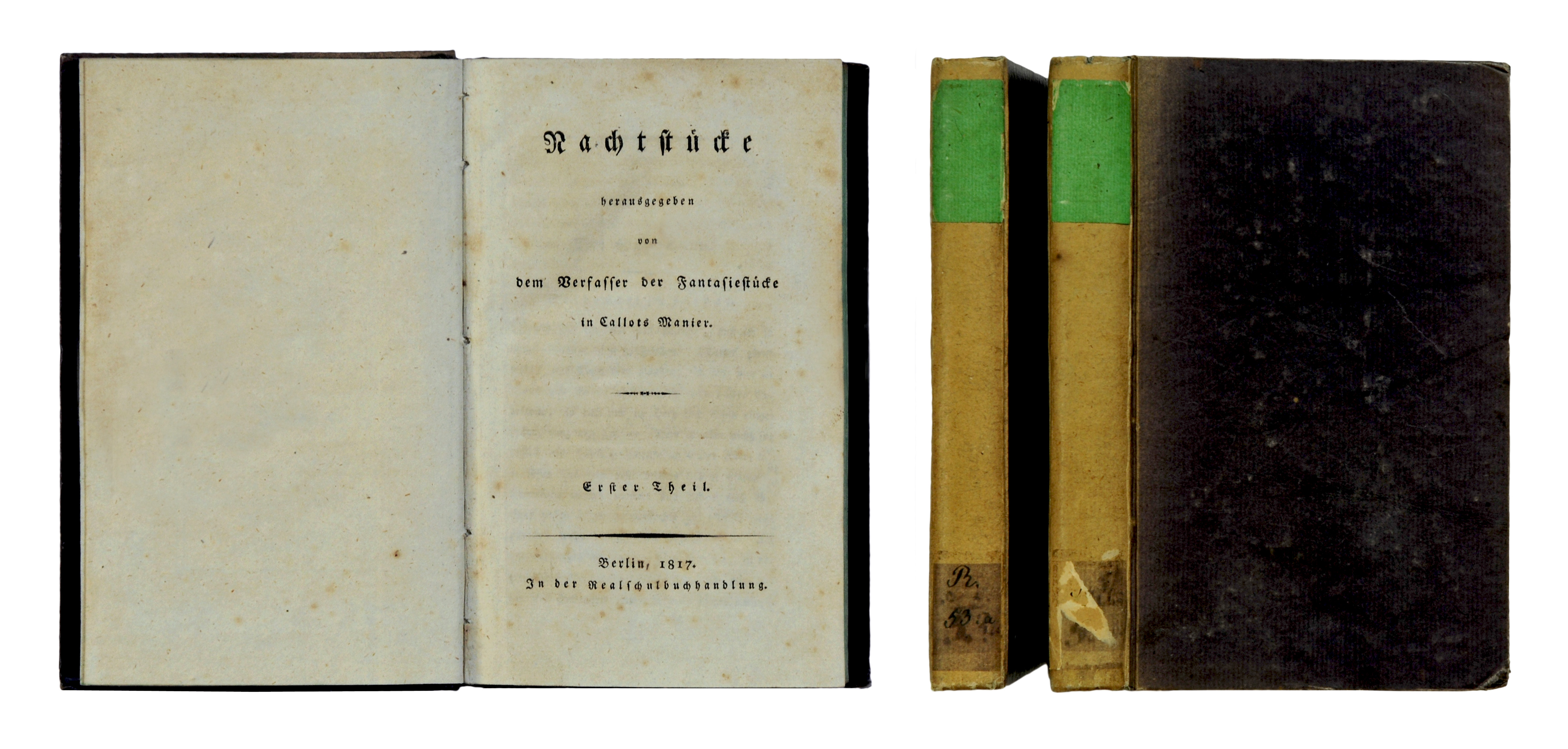

「砂男」（すなおとこ、独: Der Sandmann）は、E.T.A.ホフマンの短編小説。1817年に発表されたのち作品集『夜景小曲集』に収められた。学生ナタナエルが幼児期から怖れていた砂男の影におびえ、しだいに理性を蝕まれていく様を描くグロテスクな物語である。レオ・ドリーブのバレエ『コッペリア』およびジャック・オッフェンバックのオペラ『ホフマン物語』はこの小説をもとに作られている。

## あらすじ

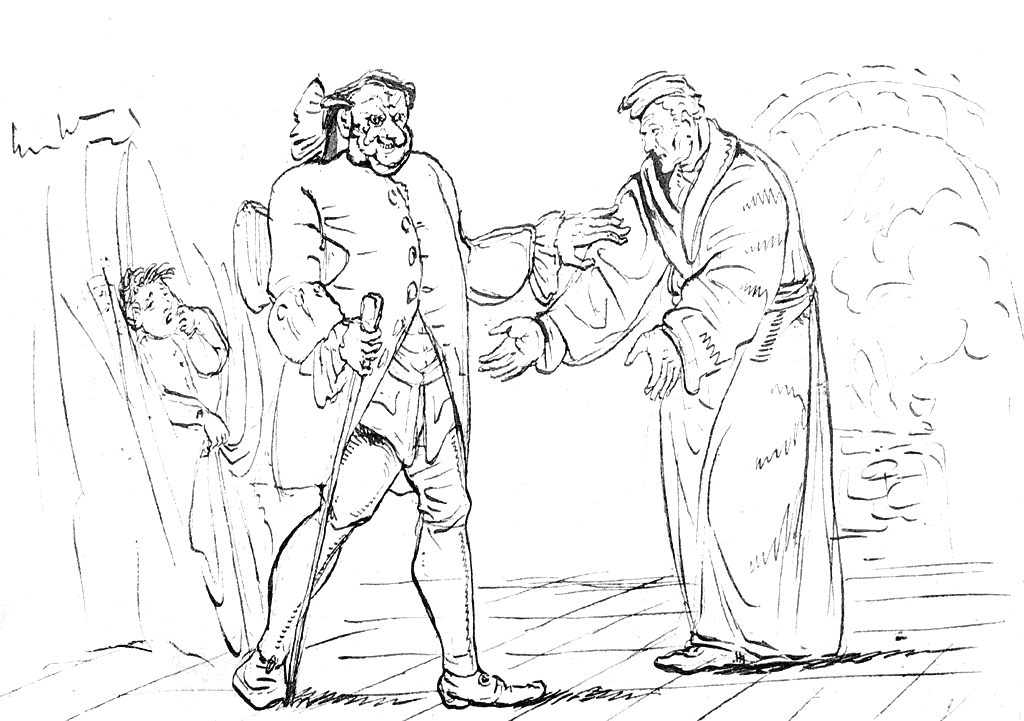
幼いナタナエルが父の書斎に隠れてコッペリウス（中央）を覗き見る場面（ホフマン自身による挿絵）

作品の前半部は3通の手紙によって構成されている。最初の手紙は主人公ナタナエルから幼なじみのロタールに宛てたもので、自分が気にかかっている「砂男」のことについて説明する。彼は幼い頃に母親や婆やから、眠らない子供の目玉を奪っていくという砂男の話を聞かされ、しだいにその実在を信じるようになる。そして父のもとをたびたび訪れる不気味な老弁護士コッペリウスこそ砂男に違いないと確信する。ある日コッペリウスが父のもとを訪れたとき、父の書斎で謎の爆発が起り、父は焼死、コッペリウスは行方不明になる。そしてナタナエルが青年となった現在、彼の下宿先にコッペリウスにそっくりの晴雨計売りコッポラが現れ、そのことがナタナエルを悩ませている。
しかしこの手紙は宛名を間違えてしまい、ロタールの妹でナタナエルの恋人であるクララのもとに届く。このため2通目はナタナエルを励ますクララからの手紙となっており、3通目はふたたび近況を知らせるナタナエルからロタールへの手紙となる。
後半部は第三者の語り手によってその後のナタナエルの顛末が語られていく。一時帰省したナタナエルはどこか夢うつつで、熱に浮かされたようなことを言いロタールやクララの間で諍いを起こす。ついにナタナエルとロタールとの決闘沙汰にまで発展するが、すんでのところでクララが止めに入り事なきを得る。その後ナタナエルが下宿にもどると、彼の住まいは火事で焼け落ちてしまっており、代わりにスパランツァーニ教授の向かいにある新たな住居に移り住むことになる。その住まいに再び晴雨計売りのコッポラが現れ、ナタナエルは恐怖を抑えて彼から望遠鏡を買う。そうしてその望遠鏡で向かいの窓に見えるスパランツァーニの娘オリンピアを眺めるうち、次第に彼女に激しい恋心を抱くようになる。
やがてオリンピアへの求婚を決意したナタナエルがスパランツァーニ宅へむかうと、そこでオリンピアを引っ張り合ってスパランツァーニとコッポラが言い争いをしている。オリンピアには目が欠けていた。彼女は自動人形だったのである。スパランツァーニがナタナエルへ目玉を投げつけると、ナタナエルは正気を失い、「まわれ、まわれ」と言いながら失神してしまう。
後日、ナタナエルは家族の介抱を受けて正気を取り戻す。彼は母親と二人の幼なじみとともに別荘に移り住み静かに暮らそうと決意し、4人で別荘に向かう。その途中でクララが市庁舎の塔を目に止め、あそこに上ってみようと言い出す。塔の上で景色を眺めようとしてナタナエルが望遠鏡を取り出し、それでクララを覗くと、ふたたび彼は理性を失いクララを塔から投げ捨てようとする。クララはロタールによって助け出されるが、ナタナエルは「まわれ、まわれ」と言いながら塔から落ち死んでしまう。騒ぎを聞きつけて集まった人ごみの中には老弁護士コッペリウスの姿があった。

## 解釈
ジークムント・フロイトは1919年の論文「不気味なもの」でホフマンの「砂男」の分析を行なっている。この中でフロイトは、作中でもっとも不気味な効果を与えているものとして、繰り返し現れる「目玉が奪われる」というモチーフに着目し、これをオイディプス神話と同じく去勢不安を表すものだとした。また主人公ナタナエルを脅かすコッペリウス（フロイトはコッポ(Coppo)が眼窩を示す言葉であることを指摘している）は「優しい父親」から分離された「怖い父親」像であり、このように置き換えることによって作品全体を怖い父親への去勢コンプレックスの物語に再構成している。結論としてフロイトは、一度抑圧によって忘れられたものが回帰するときに人は「不気味」という感情を抱くのだとしている。

## 主な日本語訳
収録されている書名を示す。タイトルはすべて「砂男」。
- 黄金の壺・砂男 他一編（大島かおり訳、旺文社文庫、1976年）
- ホフマン短編集（池内紀訳、岩波文庫、1984年）
- 砂男 無気味なもの（種村季弘訳、河出文庫、1995年） - フロイトの「不気味なもの」を併録。
- 砂男 / クレスペル顧問官（大島かおり訳、光文社古典新訳文庫、2014年）
- ドイツロマン派怪奇幻想傑作集（遠山明子編訳、創元推理文庫、2024年）